# كريجزليست

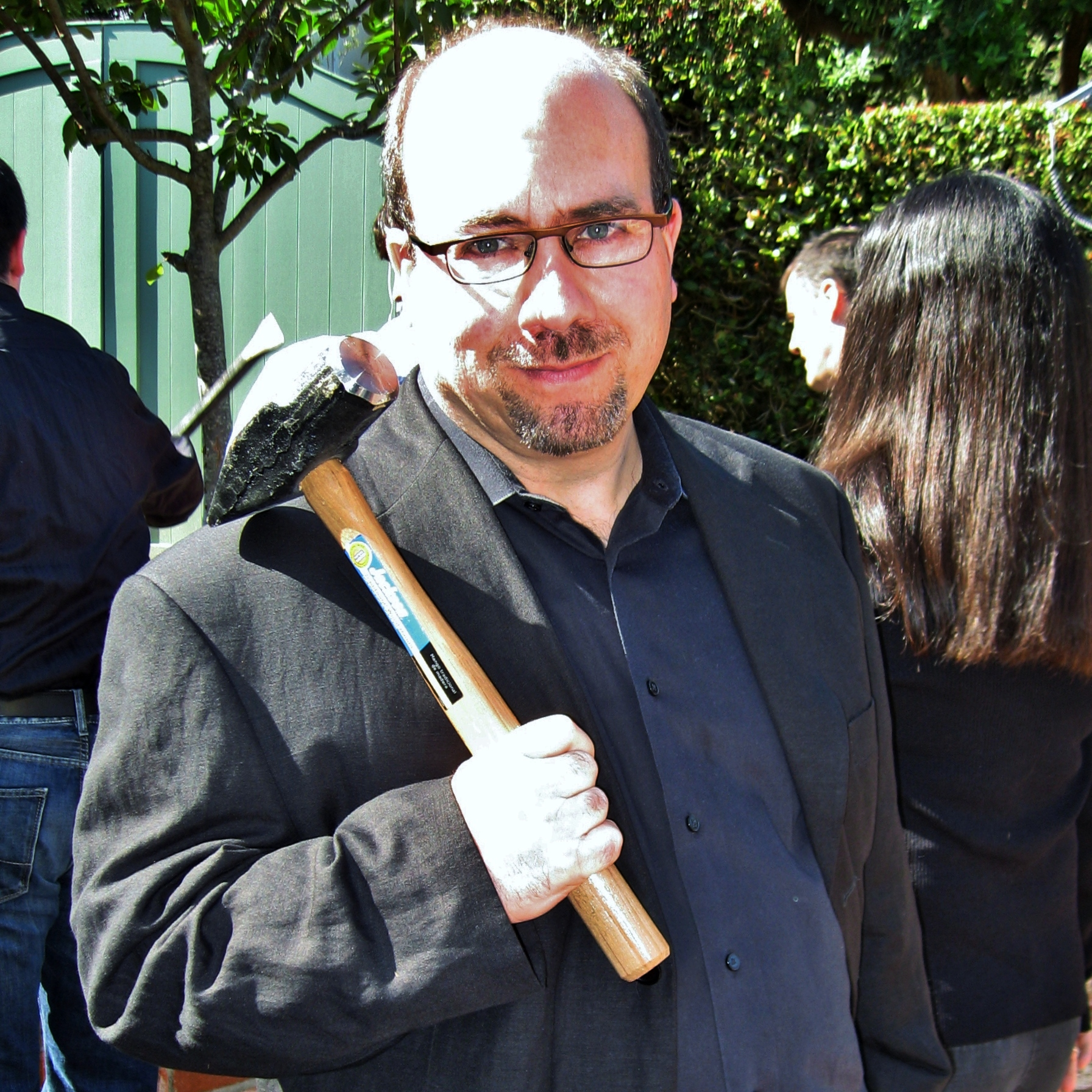
كريغ نيومارك، مؤسس كريغسليست، في عام 2006

كريجسليست هو موقع وشبكة إعلانية عبر الإنترنت، و يعرض إعلانات مجانية على الانترنت مع أقسام مخصصة لفرص العمل، والسكن، وشخصية، لبيع الخدمات، والمجتمع، العربات، الملخصات، ومنتديات المناقشة.

## وصلات خارجية
- الموقع الرسمي